# 花は散りゆく/裏町酒場
「花は散りゆく／裏町酒場」（はなはちりゆく／うらまちさかば）は、1966年1月に発売された西田佐知子のシングルレコードである。発売元はポリドール・レコード（現：ユニバーサルミュージック）。品番：SDR-1159。

## 解説
元々は、「花は散りゆく」がレコードA面にあたる楽曲で、そのB面曲として「裏町酒場」は収録されていた。発売後、「裏町酒場」も徐々に人気を博した。近年発売されるベスト・アルバムでは、「裏町酒場」のみが収録される機会が多い（下記「#収録作品」参照）。
「裏町酒場」は1973年に男性歌手、愛田健二によりカバーされた。尚、1982年に美空ひばりが「裏町酒場」という題名のシングルレコードを発表したが、西田版のカバーではなく同名異曲である。

## 収録曲
1. 花は散りゆく
  - 作詞: 佐伯不二夫、補作詞: 水木かおる、作曲: 木村孤童、編曲: 竹内一朗
2. 裏町酒場
  - 作詞: 水木かおる、作曲・編曲: 藤原秀行

## 収録作品
花は散りゆく
- 西田佐知子歌謡大全集（2007年：UPCY-9096/100）

裏町酒場
- 西田佐知子 アカシアの雨がやむとき（1993年：POCH-1288）
- 全曲集（1994年：POCH-1437）
- 西田佐知子全曲集（1999年：POCH-1842）
- スーパー・バリュー 西田佐知子（2001年：UPCH-8010）
- GOLDEN☆BEST 西田佐知子（2003年：UICZ-6041）
- 西田佐知子 魅惑のヒット集ベリーベスト（2006年：EJS-5）
- 西田佐知子歌謡大全集（2007年：UPCY-9096/100）
- 初めての街で 〜西田佐知子ベストセレクション〜（2009年：UPCY-6543）